# Topologie arithmétique
En mathématiques, la topologie arithmétique est un domaine des mathématiques liant la théorie algébrique des nombres et la topologie. Elle établit en particulier une analogie entre les corps de nombres et les variétés de dimension trois fermées et orientables.
Voici quelques-unes des analogies entre corps de nombres et variétés de dimension trois :
1. un corps de nombres correspond à une 3-variété fermée et orientable ;
2. les idéaux dans l'anneau des entiers correspondent aux entrelacs et les idéaux premiers correspondent aux nœuds ;
3. le corps Q des nombres rationnels correspond à la sphère de dimension trois.

En développant les deux derniers exemples, il existe une analogie entre nœuds et nombres premiers dans laquelle on considère les « entrelacs » entre nombres premiers. Les triplets de nombres premiers (13, 61, 937) sont « entrelacés » modulo 2 (de symbole de Rédei −1) mais sont « non entrelacés par paire » modulo 2 (les symboles de Legendre valent 1). Par conséquent, ces nombres premiers forment ce qu'on appelle un triplet borroméen modulo 2.

## Histoire
Dans les années 1960, des interprétations topologiques de la théorie des champs de classes ont été données par John Tate en termes de cohomologie de Galois, ainsi que par Michael Artin et Jean-Louis Verdier en termes de cohomologie étale. Puis David Mumford (et indépendamment Yuri Manin) ont proposé une analogie entre les idéaux premiers et les nœuds ensuite explorée par Barry Mazur,. Dans les années 1990, Alexander Reznikov et Mikhail Kapranov ont proposé le terme topologie arithmétique pour ce domaine d'étude.

## Lectures complémentaires
- Masanori Morishita, Knots and Primes, Springer, 2011 (ISBN 978-1-4471-2157-2, lire en ligne)
- Masanori Morishita (2009), Analogies Between Knots And Primes, 3-Manifolds And Number Rings
- Christopher Deninger (2002), A note on arithmetic topology and dynamical systems
- Adam S. Sikora (2001), Analogies between group actions on 3-manifolds and number fields
- Curtis T. McMullen (2003), From dynamics on surfaces to rational points on curves
- Chao Li and Charmaine Sia (2012), Knots and Primes